# Torbay-inham
De Torbay-inham (Engels: Torbay Inlet) is een inham in de regio Great Southern in West-Australië. De inham ligt ongeveer 40 kilometer ten oosten van Denmark.
De inham is een door golven gedomineerd estuarium. Het Powell- en Manarupmeer, het Seven Mile- en Five Mile-moeras en de Marbelupbeek maken deel uit van het opvanggebied van de inham, de 330 km² grote Torbay Inlet & Lake Powell Catchment. De Marbelupbeek mondt uit in het Powellmeer. Het opvanggebied behoort tot de meest door de mens aangetaste gebieden langs de zuidkust en werd bijna volledig ontbost.
De Torbay-inham bestaat uit een aan het getijde onderhevige delta die ongeveer 1 km² groot is en een lagune die vrij ondiep en 2,1 km² groot is. De inham mondt uit in de Indische Oceaan. Een door de golven opgebouwde zandbank verspert de doorgang tot de Indische Oceaan voor lange perioden.
Een groot deel van het gebied rond de inham ligt slechts een halve meter tot een meter boven de zeespiegel waardoor het soms onderloopt. In 1912 werd een stuw met sluizen gebouwd in de smalle geul tussen de Torbay-inham en het Manarupmeer om het landbouwareaal te beschermen tegen overstromingen met zoutwater. Het project had niet het beoogde resultaat. In de jaren 1950 vonden weer grote waterwerken plaats waarbij men het opvanggebied in drie van elkaar gescheiden gehelen opdeelde om het water door middel van kleppen en sluisdeuren te kunnen beheren.
De waterkwaliteit van de inham wordt door de Western Australian Department of Environment beschouwd als de slechtste in de staat en uitbraken van giftige blauwe en groene fytoplankton vinden frequent plaats. Naast landbouw, industrie, bebouwing en het feit dat het estuarium vrij ondiep is draagt vooral sediment negatief bij aan de waterkwaliteit. Het doorbreken van de zandbank bij zware regenval waardoor er interactie is met de oceaan zorgt voor een tijdelijke verbetering van de waterkwaliteit. De doorgang met de oceaan openhouden zou onder de gegeven omstandigheden in belangrijke mate kunnen bijdragen aan een betere waterkwaliteit in de inham.

## Wandelpaden
Er lopen een aantal paden doorheen het opvanggebied en langsheen de Torbey-inham :
- Torbay Rail Trail (wandelen, fietsen, paardrijden)
- Bibbulmun Track (wandelen)
- Munda Biddi Trail (fietsen, wandelen)
- Stidwell Bridle Trail (paardrijden)
- Torbay Bird Walk (wandelen, vogelspotten)
- Quaranup – Point Possession Trail (wandelen)
- Torndirrup & West Cape Howe National Park wandelingen (wandelen)